# Championnat du Mexique de football 1953-1954
Navigation
Saison précédente Saison suivante
La Primera División 1953-1954 est la onzième édition de la première division mexicaine.
Lors de ce tournoi, le CF Tampico a tenté de conserver  son titre de champion du Mexique face aux onze meilleurs clubs mexicains.
Chacun des douze clubs participant au championnat était confronté deux fois aux onze autres.

## Les 12 clubs participants
| \| Mexico: Club América CF Atlante Club Necaxa Guadalajara: CF Atlas Chivas de Guadalajara Oro de Jalisco Club Deportivo Marte CF Puebla CF Tampico Zacatepec Deportivo Toluca FC FC León Mexico Guadalajara \| Localisation des clubs engagés dans le championnat. |
| Mexico: Club América CF Atlante Club Necaxa Guadalajara: CF Atlas Chivas de Guadalajara Oro de Jalisco Club Deportivo Marte CF Puebla CF Tampico Zacatepec Deportivo Toluca FC FC León Mexico Guadalajara                                                           |

| Club                  | Stade                          | Capacité          | Ville                |
| Club América          | Stade Ciudad de los deportes   | 35 161            | Mexico               |
| CF Atlante            | Stade inconnu                  | Capacité inconnue | Mexico               |
| CF Atlas              | Stade Felipe Martínez Sandoval | 10 000            | Guadalajara          |
| Chivas de Guadalajara | Stade Felipe Martínez Sandoval | 10 000            | Guadalajara          |
| Oro de Jalisco        | Stade Felipe Martínez Sandoval | 10 000            | Guadalajara          |
| FC León               | Stade inconnu                  | Capacité inconnue | León                 |
| Club Deportivo Marte  | Stade du Centenario            | 15 000            | Cuernavaca           |
| Club Necaxa           | Parque Oblatos                 | Capacité inconnue | Mexico               |
| CF Puebla             | Stade inconnu                  | Capacité inconnue | Puebla               |
| CF Tampico            | Stade inconnu                  | Capacité inconnue | Tampico              |
| Club Toluca           | Stade Nemesio Díez             | 27 000            | Toluca               |
| Zacatepec             | Stade Coruco Díaz              | 16 000            | Zacatepec de Hidalgo |

## Compétition
Les douze équipes s'affrontent à deux reprises selon un calendrier tiré aléatoirement.
Le classement est établi sur l'ancien barème de points (victoire à 2 points, match nul à 1, défaite à 0).
Le départage final se fait selon les critères suivants si le titre ou la relégation sont en jeu :
- Le nombre de points.
- Un match de départage.

Sinon le départage final se fait selon les critères suivants :
- Le nombre de points.
- La différence de buts générale.
- La différence de buts particulière.
- Le nombre de buts marqué à l'extérieur.
- Le tirage au sort.

### Classement
| Rang | Équipe                | Pts | J  | G  | N | P  | Bp | Bc | Diff |
| ---- | --------------------- | --- | -- | -- | - | -- | -- | -- | ---- |
| 1    | Club Deportivo Marte  | 26  | 22 | 11 | 4 | 7  | 34 | 27 | +7   |
| 2    | Oro de Jalisco        | 25  | 22 | 12 | 1 | 9  | 57 | 45 | +12  |
| 3    | CF Puebla             | 25  | 22 | 8  | 9 | 5  | 31 | 29 | +2   |
| 4    | CF Tampico (T)        | 23  | 22 | 9  | 5 | 8  | 49 | 45 | +4   |
| 5    | Club Toluca (P)       | 23  | 22 | 8  | 7 | 7  | 35 | 34 | +1   |
| 6    | Chivas de Guadalajara | 22  | 22 | 9  | 4 | 9  | 46 | 34 | +12  |
| 7    | Club Necaxa           | 22  | 22 | 9  | 4 | 9  | 39 | 43 | -4   |
| 8    | FC León               | 21  | 22 | 10 | 1 | 11 | 36 | 31 | +5   |
| 9    | Club América (C)      | 20  | 22 | 7  | 6 | 9  | 37 | 45 | -8   |
| 10   | Zacatepec             | 20  | 22 | 9  | 2 | 11 | 34 | 44 | -10  |
| 11   | CF Atlante            | 19  | 22 | 7  | 5 | 10 | 29 | 37 | -8   |
| 12   | CF Atlas              | 18  | 22 | 7  | 4 | 11 | 34 | 47 | -13  |

| Légende : Qualifications et relégations | Légende : Qualifications et relégations                                                              |
| --------------------------------------- | --- |
|                                         | Relégué en Primera División A                                                                        |
|                                         | (T) : Tenant du titre (C) : Vainqueur de la Copa México 1953-1954 (P) : Promu de la saison 1952-1953 |

## Bilan du tournoi
| Tableau d'Honneur    |                      |
| Compétition          | Vainqueur            |
| Primera División     | Club Deportivo Marte |
| Copa México          | Club América         |
| Campeón de Campeones | Club Deportivo Marte |

| Promotions et relégations     |                    |
| Relégué en Primera División A | CF Atlas           |
| Promu de Primera División A   | Deportivo Irapuato |